# Alfredo Lusignoli
Alfredo Lusignoli (Ancona, 22 novembre 1869 – Roma, 11 luglio 1931) è stato un funzionario e politico italiano.

## Biografia
Nell'amministrazione dell'interno dal 1897, dal 1900 al 1916 è stato funzionario della divisione generale dell'amministrazione civile. 
Promosso prefetto, resse in via temporanea la prefettura di Milano: qui colse l’occasione dell’aggressione fascista a palazzo Marino - avvenuta in seguito al fallimento del grande sciopero legalitario - per attivare le procedure che porteranno il 27 agosto 1922, per gravi ragioni di ordine pubblico, allo scioglimento del Consiglio comunale.
Dopo essere stato a Milano "un docile strumento della politica giolittiana" fece da anello di congiunzione tra la vecchia classe liberale ed il fascismo: secondo Cesare Rossi, senza Lusignoli "la marcia su Roma non sarebbe nemmeno cominciata. Sarebbe bastato che il prefetto avesse fatto funzionare i normali organi di polizia perché la mobilitazione fascista venisse soffocata nel germe".
Collocato a disposizione per incarichi, da senatore del Regno - incarico che rivestiva dal 1921, schierandosi con i senatori giolittiani - annuncia voto contrario nella discussione sullo stato di previsione del Ministero dell'interno, ricevendo, il 5 dicembre 1924, una severa replica da parte di Benito Mussolini.
Regge per due anni l'Amministrazione degli Ospedali Riuniti di Roma per essere poi nominato consigliere di stato, incarico che mantiene fino al 1931. 
Fu anche commissario per la liquidazione delle gestioni per le feste commemorative e le esposizioni di Roma, Torino, Palermo, Buenos Aires, Bruxelles, Faenza e Parma.